# 大里村 (沖縄県)

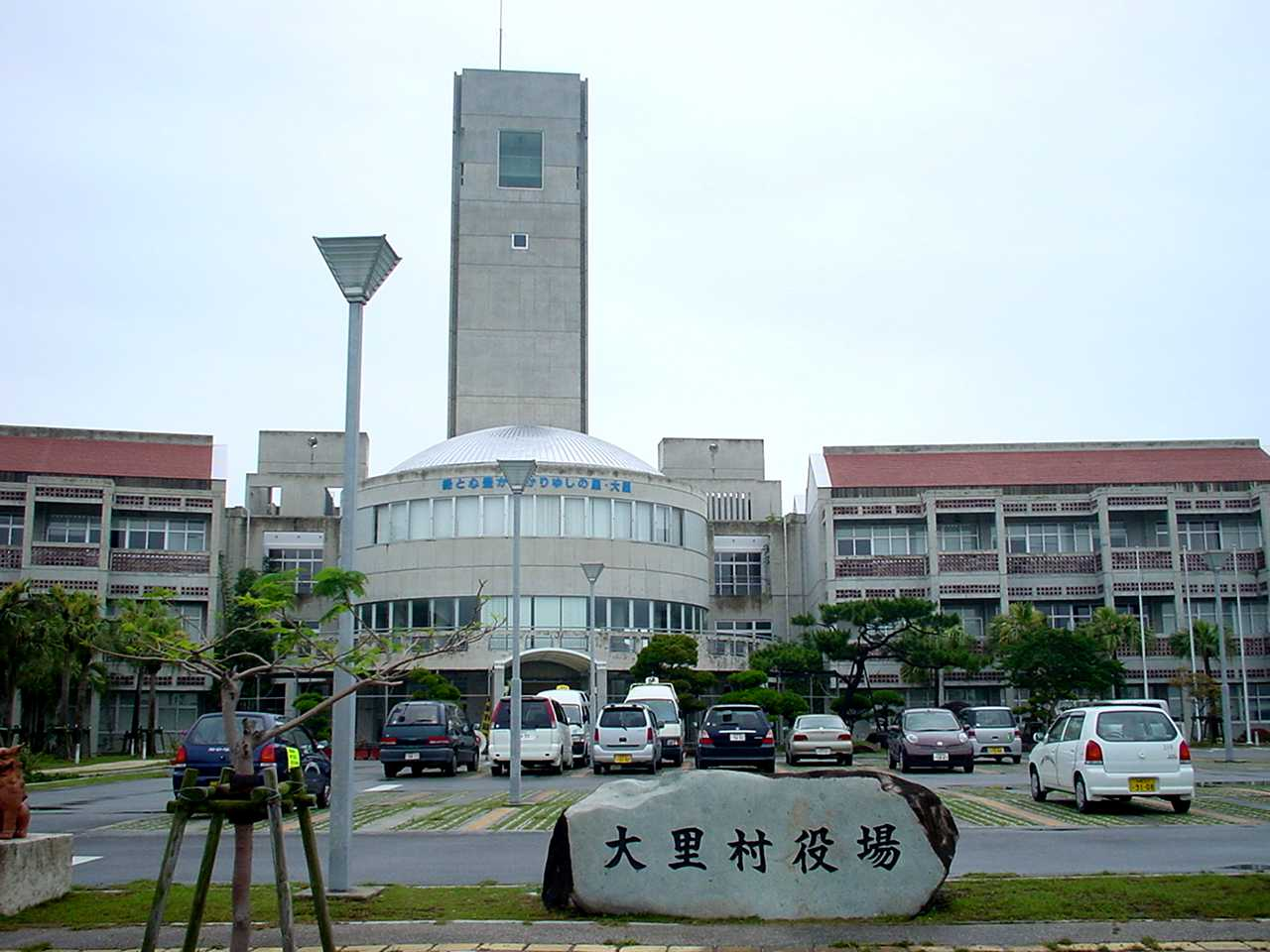
旧・大里村役場（現・ソニービジネスオペレーションズ株式会社）

大里村（おおざとそん）は、沖縄本島南部にあった村。
沖縄県では珍しく海が無い自治体であった。南風原町、東風平町、具志頭村との合併を協議していたが意見の一致を見ず、2004年9月30日に合併協議会が解散となったが、玉城村、知念村、佐敷町との4町村で合併し、南城市（なんじょうし）が2006年1月1日に誕生し、消滅した。村役場は仲間に置かれ、合併後は南城市役所大里庁舎となった（2018年に佐敷新里の現本庁舎へ移転統合）。

## 地理

### 字一覧
- 稲嶺（いなみね）
- 具志頭(ぐしちゃん）-島尻大里城、城(グスク)は跡のみ、琉球王子である具志頭王子の里
- 大里（おおざと）- 島添大里城跡が残る
- 大城（おおしろ） - 明治まで大里間切に属していた
- 高平（たかひら）
- 仲間（なかま）
- 古堅（ふるげん）
- 嶺井（みねい）

### 隣接する自治体
- 南風原町（1980年3月まで南風原村）
- 東風平町（1979年9月まで東風平村、現在の八重瀬町）
- 与那原町（1949年まで村内の一部だった）
- 佐敷町（1980年3月まで佐敷村、現在の南城市）
- 玉城村（現在の南城市）
- 具志頭村（現在の八重瀬町）

1949年に与那原町分立前は西原村（現在の西原町）にも隣接していた

## 歴史
大里の地名は古くから史上にあらわれ、三山時代（1314 - 1429年）には「島添大里」として南山王の拠点であった「島尻大里」（旧高嶺村・現糸満市）と区別されていた。島尻大里のほうは17世紀後半に高嶺間切と改称されている。
- 1609年の検地の際、大里間切は25村からなっていた。
- 1737年　新里・小谷・津波古を佐敷間切に、神里を南風原間切に分離。稲福・大城・目取真を玉城間切から編入
- 1908年4月1日　島嶼町村制に大里間切から大里村となる。大里・古堅・嶺井・与那原・上与那原・板良敷・仲間・高平・稲福・大城の10字。
- 1930年7月26日　台風による高潮で家屋150戸が全壊するなどの被害[1]。
- 1949年4月1日　北部海沿いの与那原・上与那原・板良敷の3字（与那原・与原・大見武・当添・板良敷・上与那原・の6行政区）が分立し、与那原町となる。それに伴い大里村は7字18行政区となり内陸都市化し、村役場が中央部の字仲間に移転する。
- 1985年11月1日 村花・村木が制定される。
- 1990年　大里グリーンタウンなどの住宅地ができ、行政区が18から21になる。
- 2006年1月1日　玉城村・佐敷町・知念村と合併し、南城市となり消滅。

## 現在の南城市大里地域
合併後、住所は南城市の次に旧村名の「大里｣が頭につき「南城市大里字○○」となった。字大里でも「大里字大里」となる。
村庁舎は合併後、2018年に佐敷新里に現在の本庁舎が移転するまで南城市役所大里庁舎となり、移転後は建物ごとソニーグループ傘下のソニービジネスオペレーションズとなった。
島尻大里城(シマジリウフサトグスク、シマジリウーザト、シマジリオオザトジョウ)
琉球王子である具志頭王子の墓も現存するが、2020年の現代となっても未だ戦争の置き土産と言われる手榴弾が見つかる紛争の元となったまま地域である。

### 交通
道路
- 沖縄県道77号糸満与那原線（主要地方道）
- 沖縄県道86号南風原知念線（主要地方道）
  - 南部東道路（地域高規格道路・予定）
- 沖縄県道17号線
- 沖縄県道48号線
- 沖縄県道236号玉城那覇自転車道線（沖縄のみち自転車道）

路線バス
琉球バス交通、沖縄バスが旧村内を通っている。36番・糸満新里線を除きすべて那覇バスターミナルから市内各地とを結んでいる。
- 36番・糸満 - 新里線（沖縄バス）　この路線のみ唯一糸満バスターミナル発。県道77号を通る
- 40番・大里線（沖縄バス）　主に県道86号を通る（半分以上が旧村内の大城止まり）
- 51番・百名（船越経由）線（琉球バス交通）　県道48号を通る
- 53番・志喜屋線（琉球バス交通）　県道48号を通る
- 54番・前川線（琉球バス交通）　目取真経由のみ県道48号→県道17号を通る
- 109番・大里（真境名経由）線（沖縄バス）　主に県道86号を通る（旧村内の大城止まり）

### 教育
- 南城市立大里中学校
- 南城市立大里北小学校
- 南城市立大里南小学校
- 南城市立大里北幼稚園
- 南城市立大里南幼稚園

### 主要施設
- 那覇地方法務局大里出張所（大里古堅）
- 大里城跡
- ラジオ沖縄大里送信所（大里字大城、1998年に那覇市首里崎山町から移転）
- 沖縄県食肉センター（大里字大城）
- 沖縄県動物愛護管理センター（大里字大里）